# Puya trianae
Puya trianae är en gräsväxtart som beskrevs av John Gilbert Baker. Puya trianae ingår i släktet Puya och familjen Bromeliaceae. Inga underarter finns listade i Catalogue of Life.